# Aleksander Kazimierz Wołłowicz (zm. 1719)
Aleksander Kazimierz Wołłowicz Bogoria (zm. w 1719 roku) – pisarz ziemski grodzieński w 1703 roku, stolnik grodzieński w latach 1699-1719, cześnik grodzieński od 1685 roku, do 1699 roku.
Jako deputat podpisał pacta conventa Augusta II Mocnego w 1697 roku.